# Гобино (деревня)
Гобино — деревня в Кадыйском районе Костромской области. Входит в состав Чернышевского сельского поселения.

## География
Находится в юго-восточной части Костромской области на расстоянии приблизительно 25 км на юг по прямой от районного центра поселка Кадый на левом берегу речки Кусца (правый приток Нёмды).

## История
Известна была с 1872 года как деревня с 17 дворами, в 1907 году отмечено было 28 дворов.

## Население
Постоянное население составляло 97 человек (1872 год), 118 (1897), 127 (1907), 13 в 2002 году (русские 77 %), 4 в 2022.